# 유니언역 (TTC)
유니언역(영어: Union Station)은 캐나다 온타리오주 토론토의 지하철 노선인 1호선 영-유니버시티의 정차역이다. 1954년에 캐나다의 첫 지하철인 영 지하철이 개통하면서 동시에 개통하였다. 이 역은 1963년에 유니버시티선이 개통되기 전까지 1호선의 종착역이였으며, 오늘날에는 U자형 노선의 변곡점을 맡고 있다. 이 역은 스파다이나역과 더불어 심야 노면전차가 정차하는 관계로 24시간 개장하는 역이기도 하다.
유니언역은 프론트가를 따라 영가와 유니버시티 애비뉴 사이에 위치해있다. 이 역은 동명의 기차역과 광역버스 터미널과 이어져있으며, GO 트랜싯의 모든 통근열차 노선은 물론 이와 연계되는 버스는 물론, VIA 철도와 토론토 피어슨 국제공항으로 이어지는 공항철도인 유니언 피어슨 급행 (UPX)으로 갈아탈 수 있다. 유니언역은 VIA 철도와 연계된 유일한 지하철역이기도 하다.
토론토의 도로 배열로 보면 유니언역은 온타리오호에 가장 가까운 역이므로 토론토에서 가장 남쪽에 있는 역이지만, 실제로 지도에서 비교해볼 때 키플링과 이즐링턴역이 유니언역보다 남쪽에 있다. 하루에 10만 명이 넘는 사람들이 이용하는 유니언역은 토론토 지하철에서 블루어-영, 세인트조지, 셰퍼드-영 다음으로 가장 바쁜 역이며, 단일 노선의 지하철역 중에서 가장 바쁜 역이기도 하다. 지하철역 근처에는 또한 509번 하버프론트와 510번 스파다이나 노면전차가 정차하는 루프가 있다.
토론토에서 널리 사용되는 교통카드인 프레스토 카드는 2007년에 이 역에 처음으로 설치되었으며, 2014년에는 와이파이도 설치되었다.

## 역사

### 공사

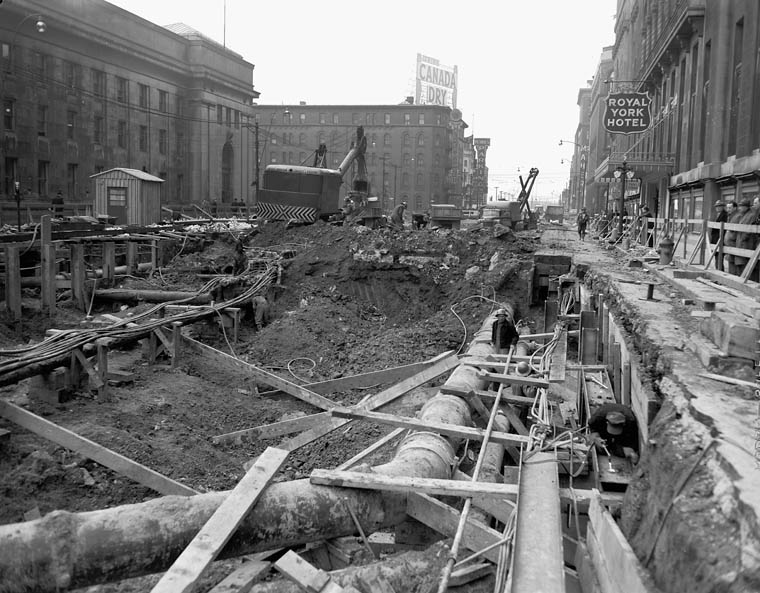
1950년 프론트가 지하철 공사 현장

유니언역 공사는 1949년 9월 8일 몬티 홀이 사회를 보고 토론토 지역의 모든 라디오 방송국이 생중계했던 착공식과 동시에 시작되었다. 착공식에는 온타리오주 총독인 레이 로슨은 항타기에 올라 레버를 당겨 첫 빔을 두드렸다. 참가자들은 이후 로열 요크 호텔로 이동하여 착공 기념 연회에 참석하였고 인부들은 공사에 돌입하였다.
유니언역 구간은 개착식으로 지어졌으며, 프론트가에 구덩이를 파 천장에는 나무 판자를 깔아 지상으로 차량과 노면전차가 다닐 수 있도록 하고 아래에서는 공사가 계속 진행되었다. 천장이 지어지면서 도로는 다시 포장되었는데, 이 사이 공사 인부들은 개통을 앞두고 선로를 놓고 마감재를 발랐다.
지하철을 짓는 데 굴착식이 아니라 개착식으로 지어진 이유는 비용을 절감하기 위해서였지만 역과 선로를 놓을 수 있는 곳이 한정되었다. 시내 부지는 매입하기가 어려웠기 때문에 토론토 교통국은 영가와 프론트가 밑으로 건설해야 했다. 이에 따라 역 규모가 수요에 비해 작은 편이였지만, 기차역에 가까웠기 때문에 나중에 확장할 가치가 충분히 있었다.

### 개통
영 지하철은 1954년 3월 30일에 개통하였다. 이날 오전 11시 30분에 열린 개통식에는 레슬리 프로스트 온타리오 주지사와 앨런 램포트 토론토 시장이 데이비스빌역에서 신호 스위치를 눌러 600명의 청중을 첫 열차에 태웠다. 열차는 데이비스빌역을 11시 50분에 출발하여 유니언역에 오후 12시 10분에 도착하였다. 유니언역에 도착한 청중들은 로열요크 호텔로 향하였고 유니언역은 오후 1시 30분에 정식 개장하였다.
유니언역은 영 지하철의 남부 종착역으로 개통하였고, 역 디자인은 이 노선의 11개의 다른 역과 비슷하였다. 역 내벽은 윤기가 나는 비트로라이트 타일과 노란색 타일, 빨간색 글씨와 테두리로 이루어져있었다. 북부 종착역이었던 에글린턴역과 같이 유니언역은 섬식 승강장으로 승강장 양쪽에 선로가 있었다. 역에 도착하는 열차는 역 동쪽에 있는 교차 선로를 통해 다시 회차하였는데, 킹역과 유니언역 사이 곡선 반경 문제로 교차 선로를 완만한 커브로 지어야했다. 계단과 에스컬레이터는 승강장에서 메자닌 층을 잇고, 메자닌 층에는 개찰 구역이 하나만 있었다. 출구는 유니언 기차역 정문 동쪽, 프론트가 남쪽에 계단이 설치되었다. 유니언 지하철역은 또한 역 남쪽에 있는 기차역까지 지하 통로로 연결되었다.

### 유니버시티선
1950년대 후반, 영 지하철을 유니언역에서 유니버시티 애비뉴를 따라 북쪽으로 블루어까지 잇는 방안이 거론되었다. 1959년 11월 16일, 레슬리 프로스트 온타리오 주지사는 유니버시티선 착공식에서 또다시 레버를 당겼으며, 연장 구간은 1963년 2월 28일에 개통하였다.
유니버시티선이 개통하면서 영-유니버시티선의 새로운 종착역은 세인트조지역이 되었다. 세인트조지역 방면 선로에는 회차선이 설치되었는데, 이는 처음에는 중간에 회차할 때 간간히 쓰였지만 유니버시티선이 승객 수가 저조하여 월요일부터 토요일까지 오후 9시 45분 이후에, 일요일과 공휴일 내내 운행하지 않게 되면서 유니언역에서 회차할 일이 잦아졌다. 유니언 회차는 1978년 1월 28일 스파다이나 지하철 연장 구간이 개통할 때까지 계속되었다.
유니버시티선 구간은 또한 세인트앤드루와 유니언역 사이에 주박 선로가 있었는데, 이 선로는 전동차의 야간 주박 또는 회차용으로 쓰였다. 교통국은 1980년대 출퇴근 시간대에 빈틈을 채우기 위해 전동차를 이곳에 주박하였고 스카이돔 (오늘날의 로저스 센터)에서 주요 행사가 열릴 때 여분의 열차를 이곳에 정박하였다.

### 지하도시로의 연결

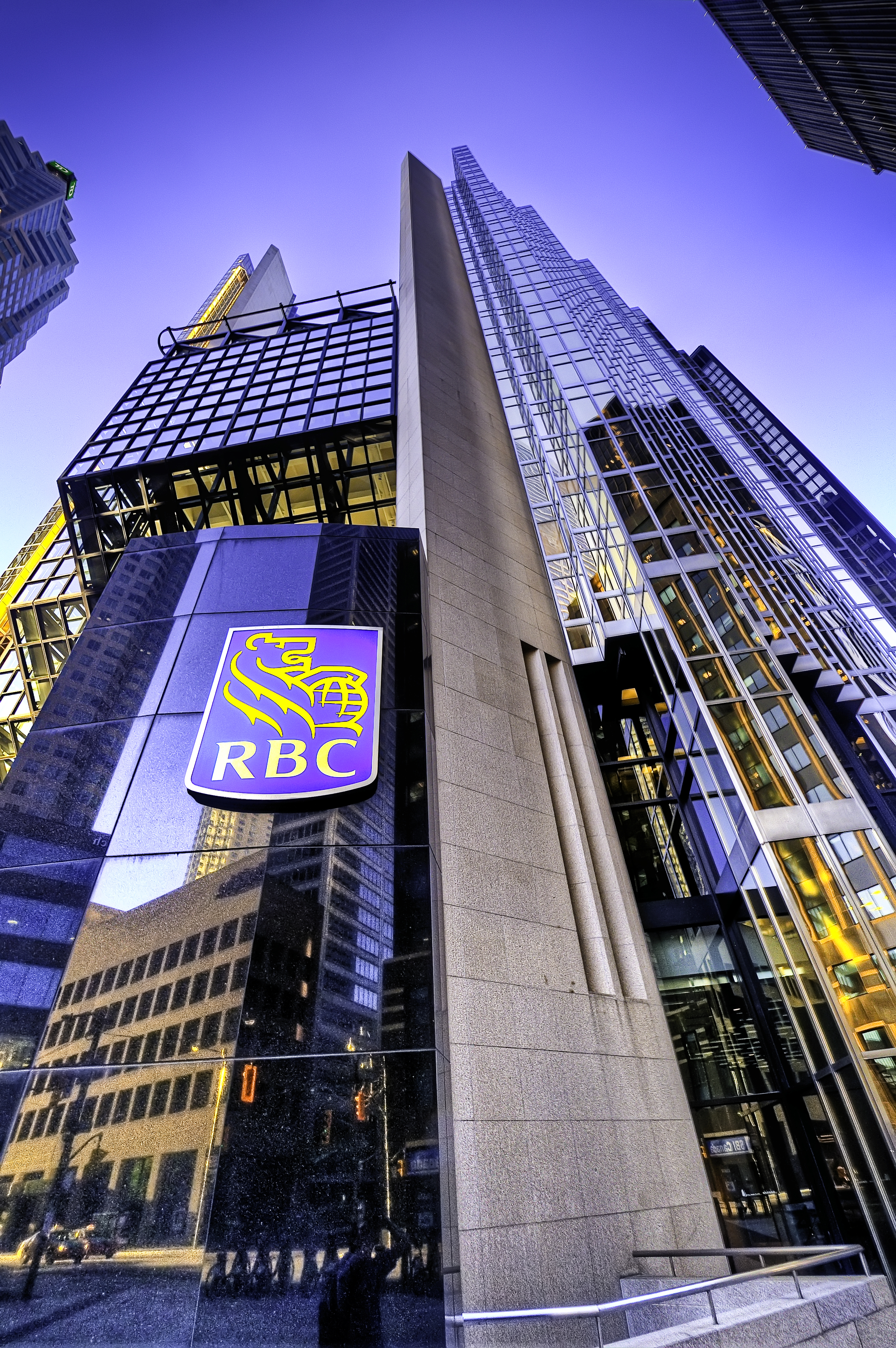
유니언역과 연결되는 캐나다 왕립 은행의 기업 본사인 로열뱅크 플라자

1960년대, 토론토 시내가 발전하고 공업지대가 상업지대로 탈바꿈하면서 유니언역의 승객도 점차 늘어났다. 이에 따라 통근열차 기관인 GO 트랜싯이 유니언역을 거점으로 운행을 시작하면서 승객 수는 상향 곡선을 그렸다. 하지만 프론트가 남쪽의 철도 부지에 '메트로 센터'라는 대규모 오피스텔을 짓기로 하면서 유니언 기차역 건물을 새로운 쇼핑몰 건물로 대체하는 방안이 나오면서 유니언역의 존폐가 달렸다. 메트로 센터 계획안은 영-유니버시티선을 남쪽으로 연장하여 퀸스키에 종착하는 방안을 제시하였다. 유니언역은 하나는 영가, 다른 하나는 요크가에 지어질 역으로 대체될 계획이었다.
메트로 센터 계획안은 1972년에 지역 단체들의 사업 반대로 시의원들이 교체되면서 무산되었고, 유니언 기차역은 국립 사적으로 지정되었다. 하지만 토론토 시내의 모습은 웰링턴가 남쪽에 있던 오래된 창고를 허물고 오피스 건물이 하나둘씩 올라가면서 급격하게 바뀌었고 유니언 지하철역 또한 변화가 불가피하였다. 1977년, 교통국과 왕립은행 플라자 개발자들은 유니언역을 개조하여 새로 지어지는 오피스 건물로 이어지도록 합의하였다. 이 출입구는 토론토 금융가의 다양한 건물로 이어지는 지하도시인 PATH로 연결되었다.
1977년에 들어서서 유니언 지하철역에는 하루 평균 51,227명이 이용하였는데, 이는 1954년 개통할 때에 비해 두 배나 늘은 수치이다. 하지만 늘어난 승객 수에 비해서 메자닌층은 178m²에 불과해 비좁기만 하였다. 1979년 토론토시는 280만 달러 (2024년 11326000달러)를 들여 메자닌층을 873m²로 확장하는 공사를 승인하였고 이 공사로 지하철역과 남쪽에 있는 기차역 간의 환승이 용이해졌다. 유니언역의 개찰구는 두 군데로 나뉘어 1979년에 새로 개통한 GO 트랜싯 대합실에서 북쪽에 있는 오피스 건물까지 바로 이어질 수 있도록 재배치하였다. 1979년 확장 당시, 지하철역에서 기차역으로 이어지는 기존 터널은 막아놓았으며, 이 터널은 2010년에 유니언역이 다시 확장 공사를 할 때 파내었다.
1단계 확장이 끝난 시점에서는 메자닌층을 더욱 확장하고 승강장 두 개와 선로 두 개를 추가로 설치하는 2단계 확장 계획안이 거론되었는데, 이 계획대로라면 영 지하철과 유니버시티-스파다이나 지하철은 두 개의 노선으로 분리될 예정이었으나 토론토시는 이를 승인하지 않았고 2단계 확장은 결국 이루어지지 않았다.
1980년대 초반에는 지하철 승강장에 달린 비트로라이트 유리 타일이 더욱 오래 가는 세라믹 타일로 교체되었고, 천장과 외벽에는 알루미늄 판을 달았고, 역 색상은 빨간색과 노란색에서 빨간색과 적갈색으로 바뀌었다. TTC 지하철역 특유의 폰트는 당시 시대에 맞게 유니버스 폰트로 교체하였다.

### 꾸준한 승객 증가

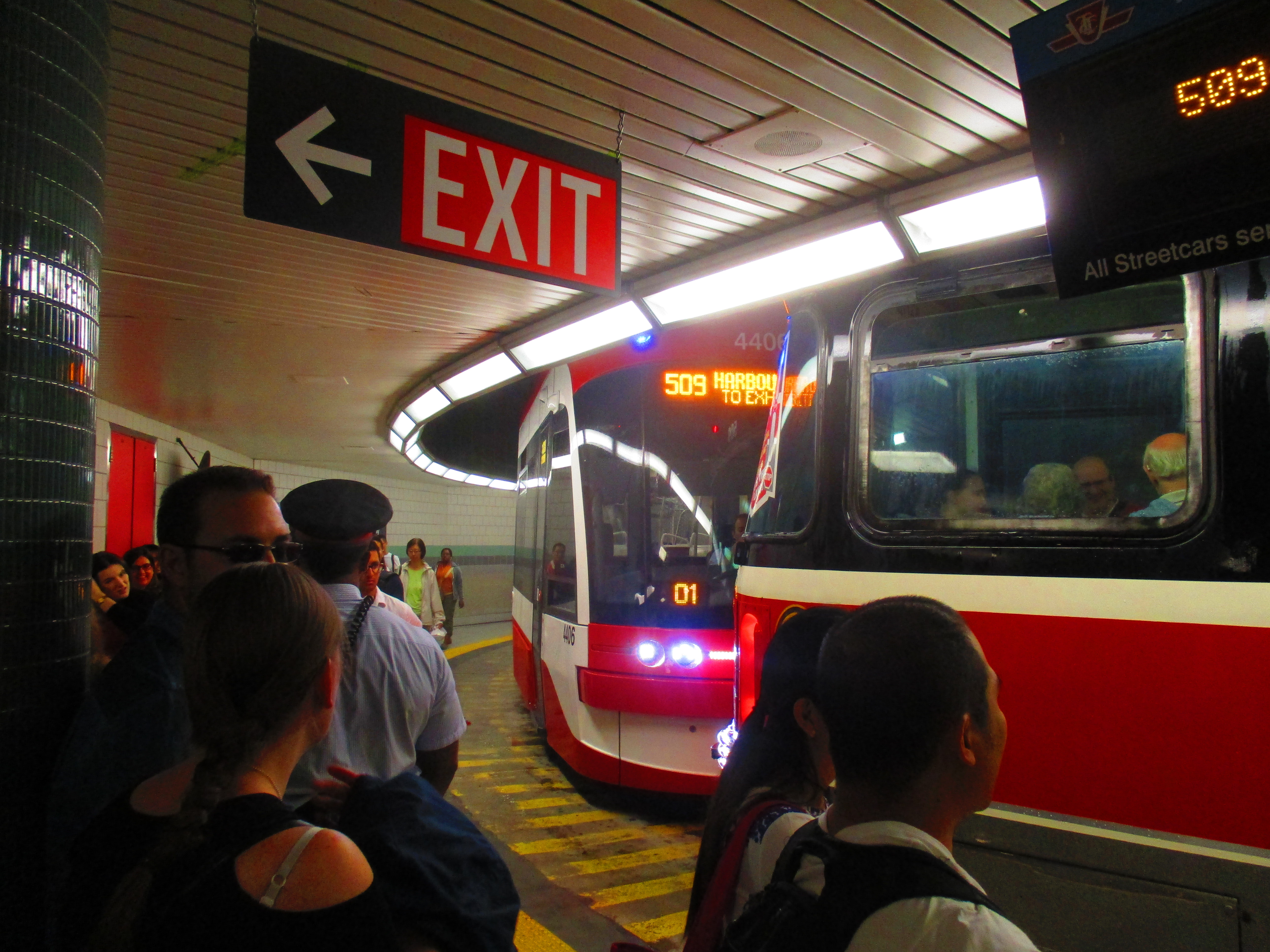
노면전차 승강장

1980년대 초반, 영 지하철이 특히 블루어-영역을 중심으로 혼잡해지자 토론토 교통국과 통합시 설계 담당자들은 영 지하철을 우회해 시내 수요를 완화할 수 있는 다운타운 릴리프선을 페이프역에서 남쪽으로 이스턴 애비뉴까지, 이후 서쪽으로 프론트가를 따라 스파다이나 애비뉴까지 건설해 스카버러 주민들이 혼잡한 블루어-영역을 거치지 않고 시내로 바로 갈 수 있도록 계획하였다.
하지만 유니언역에서 환승 통로는 어떻게 만들 것인지 자세한 설계가 이루어지지는 않았다. 유니언역 환승은 공사 난도가 높은 점을 감안하여 담당자들은 계획을 바꿔 웰링턴가를 따라 역을 신설하고 유니언 뿐만 아니라 인접한 킹, 세인트앤드루역에도 환승 통로를 설치하기로 하였다.
통합시는 한편 1980년대에 철도 부지를 재개발하여 토론토 시내와 호숫가를 연결하는 사업을 계속 추진하였다. 1985년, 통합시 의회는 유니언역에서 퀸스키와 스파다이나를 따라 하버프론트 경전철 (노면전차)을 짓는 것을 승인하였다. 이 사업의 중심은 베이가를 따라 퀸스키에서 유니언역으로 이어지는 터널이었는데, 비상구 위치에 대한 논쟁 끝에 1990년 6월 24일에 개통하였다.
노면전차 승강장은 유니언역 메자닌층 동쪽에 위치해있는데, 계단을 타고 내려가면 노면전차 승강장이 지하철 선로 바로 남쪽에 위치해있다. 유니언역에 진입할 때 선로의 급커브로 승강장은 곡선 모양인데, 이에 따라 승강장 공간 대부분이 전차의 커브를 위해 승객의 출입을 막아두었다. 노면전차 승강장의 타일은 파란색과 녹색으로 지하철역 승강장과 완전히 다르며 폰트는 유니버스로 동일하다.
또한 노면전차 승강장에는 보행자 통로와 승강장을 따라 펜스를 세워 출발 승객과 도착 승객의 동선을 따로 분리하였다. 교통국 검표원은 하버프론트 전차가 무료로 운행할 때 계단 밑에 요금통을 설치해 지하철 요금을 받아갔다. 1996년 6월 22일, 유니언 지하철역에 엘리베이터가 설치되었을 때 메자닌과 노면전차 승강장을 잇는 엘리베이터도 설치되었다. 하지만 휠체어 승객이 탈 수 있는 저상 노면전차는 20년 뒤에야 도착하였다.

### 역 확장 공사

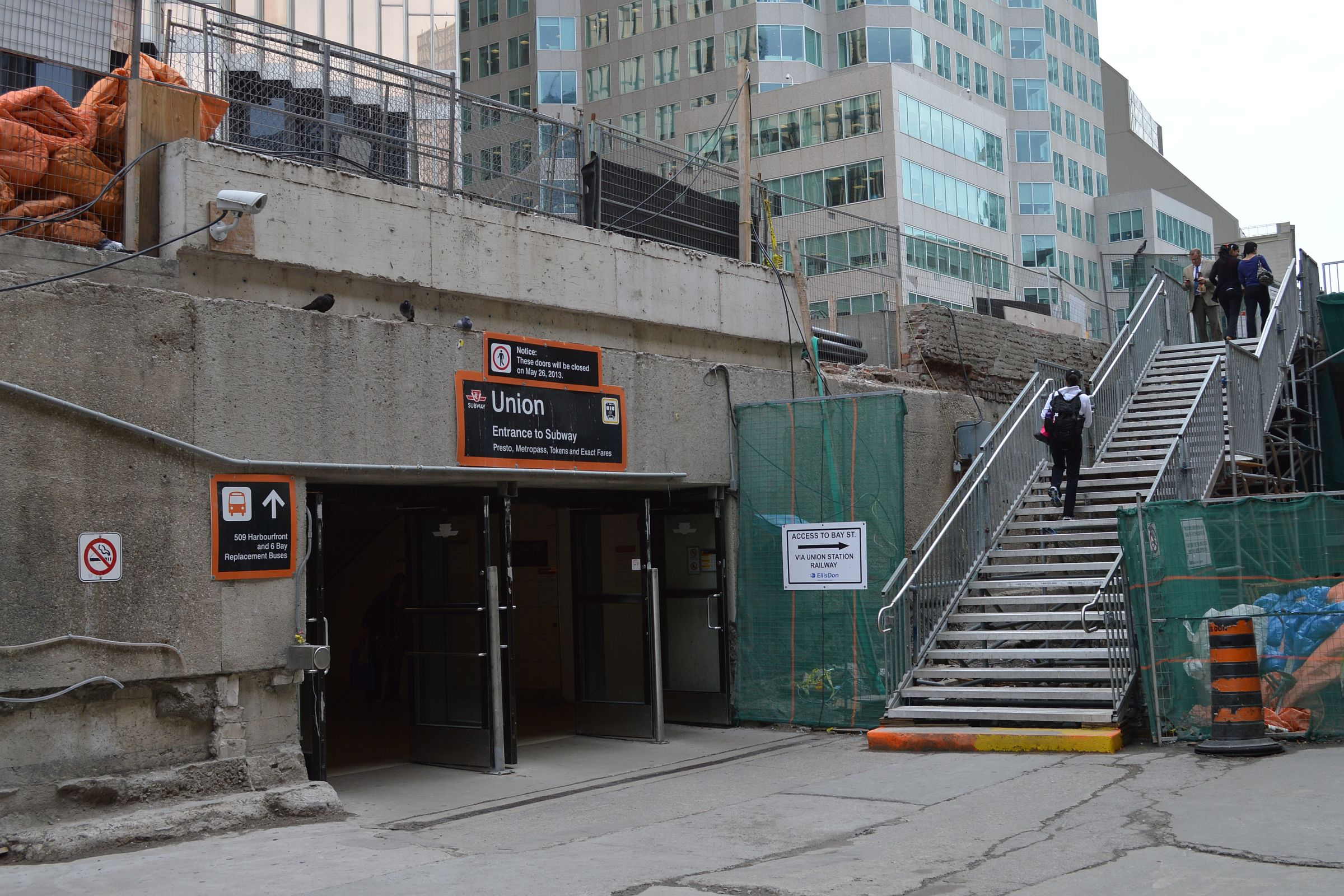
유니언역 공사 당시 설치된 임시 외벽

1990년대에 들어서서 유니언 지하철역의 혼잡도는 점점 높아졌다. 토론토 시내의 팽창은 물론 철도 부지 재개발, GO 트랜싯 승차량 증가로 유니언역은 블루어-영, 세인트조지, 핀치에 이어서 네 번째로 가장 바쁜 역이 되었지만, 역 내부 구조는 1954년 개통 당시에 비해 별반 다를 바가 없었다. 교통국은 이 승객 문제를 해결하지 않으면 위험한 상황에 도달할 수 있음을 직시하였다. 이에 따라 유니언역의 승강장을 늘리는 방안이 거론되었다. 이에 따라 섬식 승강장이었던 유니언역에 새로운 승강장을 짓기로 하였다. 교통국은 남쪽에 승강장 하나, 북쪽에 승강장 하나를 추가하는 방안을 검토했지만, 선로 남쪽에 승강장을 짓는 게 북쪽보다 공사 비용이 덜 들어가는 관계로 당시에 4천만 달러를 들여 남쪽에 승강장을 신설하기로 했다.
90년대 말, 멜 라스트먼 토론토 시장은 유니언역 확장 공사에 필요한 정부 지원금 확보에 사활을 걸었다. 1999년 11월 3일, 라스트먼은 마이크 해리스 온타리오 주지사와 장 크레티앵 캐나다 총리와 토론토의 호숫가 재개발 사업을 발표하였고, 2001년 11월에는 퀸스키 이스트와 토론토의 항만 부지의 개발을 담당하는 공공 기관인 '워터프론트 토론토'가 설립되었다. 워터프론트 토론토는 연방, 주, 시로부터 정부 지원금을 받아 유니언 지하철역의 두 번째 승강장을 짓는 예산을 확보하였다.
사람들로 붐비는 지하철역과 기차역을 개방하면서 주요 공사를 진행한다는 것은 공학적으로 굉장히 어려운 일이었으며, 유니언 기차역 개선 공사와 공사 일정을 조율하는 것은 더욱 큰 난제였다. 두 번째 승강장 공사는 2006년에 시작했지만 유니언 기차역과 프론트가 사이의 하수관 등을 이전하는 공사만 진행되었다. 공사가 본격적으로 시작된 시점은 2011년 2월에 계단을 막아두면서였다. 2012년 7월, 유니언역으로 이어지는 노면전차도 퀸스키에서 선로 교체 공사로 운행이 중단되고 캐나다 내셔널 박람회 (CNE)까지 버스가 대신 운행하였다. 2013년 가을에 들어서서 프론트가 중심부를 대부분 파냈다. 기차역에서 브루크필드 플레이스로 이어지는 통로는 물론 자동 출입문 또한 폐쇄되었다.
하지만 굴착 작업이 끝나면서 공사는 속도를 내기 시작했다. 지하철역 남쪽에 있는 벽은 허물어졌고, 바닥과 계단을 놓는 인부들을 보호하기 위한 임시 구조물이 올라갔다. 지하철역은 공사에 속도를 내기 위해 2013년과 14년 사이에 주말에 몇 차례 운행이 중단되었다.

### 두 번째 승강장 개장
2014년 8월 16일 오전 2시, 핀치 방면 마지막 열차가 유니언역의 섬식 승강장을 떠났다. 인부들은 핀치 방면 선로를 섬식 승강장에서 분리하는 펜스를 설치하기 위해 밤새 작업하였다. 이후 주말에는 유니언과 세인트앤드루 사이 열차 운행이 중단되었고, 인부들은 두 번째 승강장의 18일 개장을 위해 막바지 작업에 돌입하였다.
두 번째 승강장은 역 내 공간이 늘어날 뿐만 아니라 새로 지어진 계단, 에스컬레이터, 엘리베이터를 통해 동시에 많은 사람들이 이용할 수 있게 되었다.
새로운 승강장은 평판이 대체적으로 좋았지만 아직 할 일이 남아있었다. 기존의 유니버시티선 승강장 또한 개량이 필요했고 승강장 공간을 더 넓힐 필요가 있었다. 유니버시티선 승강장과 영선 선로 사이의 임시 벽은 2015년 7월에 스튜어트 리드의 길이 500m 규모의 긴 유리벽 미술 작품인 '몰입 구역' (Zones of Immersion)으로 대체되고, 하버프론트와 스파다이나 노면전차는 2014년 10월에 운행을 재개하였다. 이때 노면전차 승강장에서 핀치 방면 승강장으로 이어지는 통로 또한 개장하였다.

## 역 구조

### 출입구
유니언역은 출입구가 네 곳이 있다. 유니언역 확장 공사가 계속 이루어지면서 일부 출입구는 공사 도중에 폐쇄될 수 있다.
첫 번째 출입구는 기차역에 위치해있다. 기차역에서 지하철역으로 이어지는 출입구는 총 세 곳이 있는데, 프론트 스트리트 출입문은 베이와 요크 스트리트 사이에 위치해있고, GO 트랜싯 출입문은 베이 스트리트 서쪽, 프론트 스트리트에서 79미터 남쪽으로 떨어진 지점에 위치해있다. 또다른 출입문은 성벽 주변에 땅을 파서 적의 접근을 막는 성곽시설과 같다고 해서 "해자" (moat)라고 하는데 이 해자 출입구는 프론트와 베이 스트리트에 위치해있다. 이 세 출입문은 엘리베이터를 통해 휠체어 승객도 이용할 수 있다.
두 번째 출입구는 토론토의 지하도시에 해당하는 PATH 출입구이다. 베이 스트리트 200번지에 위치한 로열 뱅크 플라자에 출입문이 하나 있고 같은 도로 181번지에 위치한 브루크필드 플레이스에도 유니언역 방면으로 출입문이 나있다. 이 두 출입문은 해당 건물의 엘리베이터를 통해 휠체어 승객들도 드나들 수 있다.
세 번째 출입구는 프론트와 베이 스트리트 도로변에 위치해있으며, 계단으로 지하철 개찰구까지 이어진다. 네 번째 출입구는 프론트와 요크 스트리트 도로변에 위치해있으며, 역시 계단으로 출입구까지 이어진다.

### 시설
유니언 지하철역은 총 3층 구조로, 지상층에는 출입구와 지하 1층으로 이어지는 엘리베이터, 에스컬레이터와 계단, 교통약자를 위한 램프가 있다. 버스 정류장은 물론 휠체어 셔틀버스 정류장과 공영자전거 대여시설도 지상층에 위치해있다. 지하 1층에는 개찰구와 고객센터가 위치해있다. 기존에는 역무원이 현금이나 토큰, 티켓을 받기 위해 상주해있었지만 지금은 교통카드로 교체되면서 고객센터로 바뀌었다. 지하 1층에서는 엘리베이터, 에스컬레이터와 계단을 통해 지하철 및 노면전차 승강장까지 이어지는데, 노면전차 승강장은 핀치 방면 승강장을 거쳐야 한다. 지하 2층에는 지하철 승강장과 노면전차 승강장이 있다. 기존 1면 2선의 섬식 승강장이였던 유니언역은 두 번째 지하철 승강장을 지으면서 2면 2선으로 바뀌었다. 노면전차 승강장은 한 곳에서 두 노면전차 노선이 동시에 정차한다.
| 세인트 앤드루↑ |
| 유니버시티 \|  |
| ↓킹            |

| ● 1호선 영-유니버시티 | 영선 (핀치역 방면)                         |
| ● 1호선 영-유니버시티 | 유니버시티선 (본 메트로폴리탄 센터역 방면) |

## 공공 예술

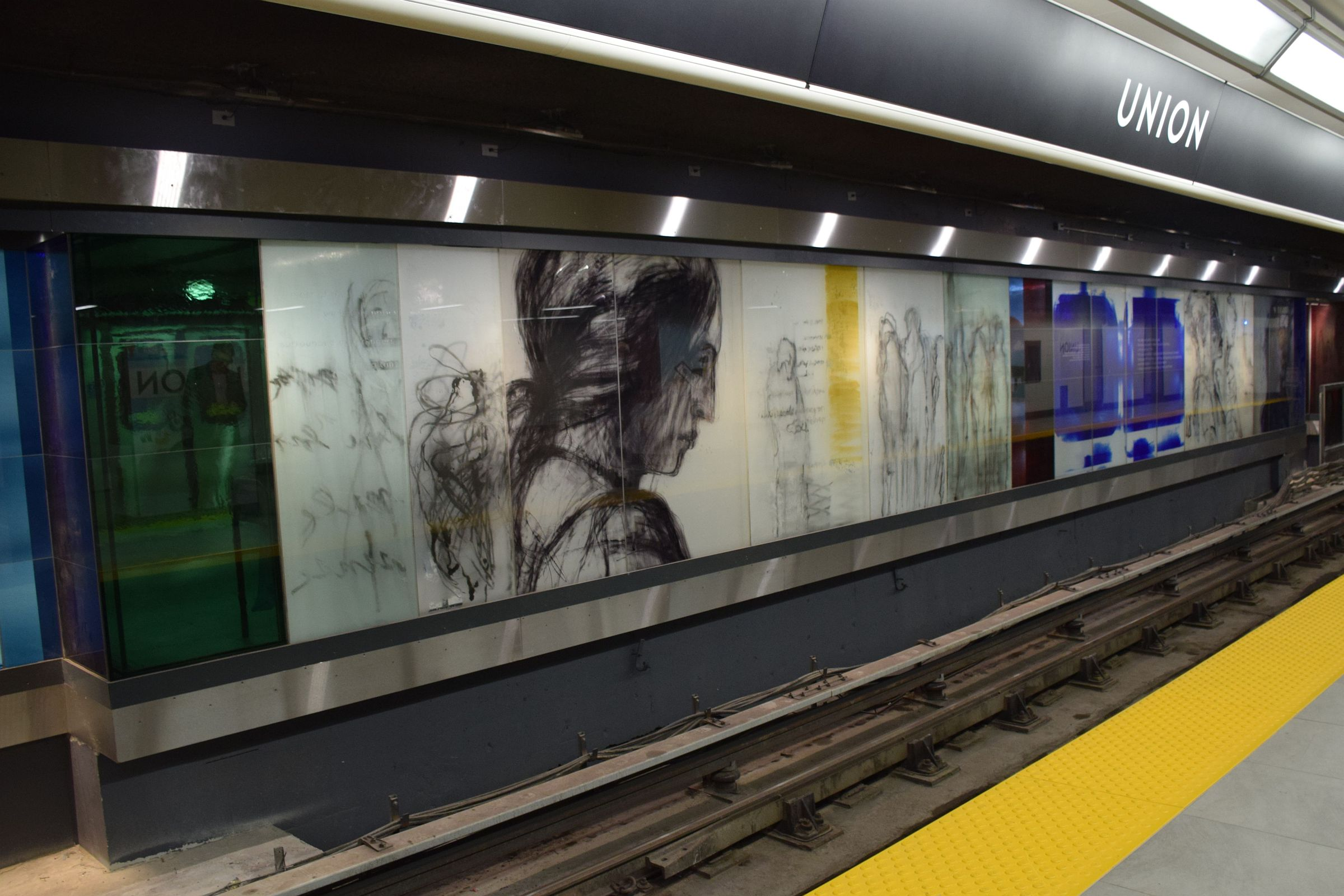
스튜어트 리드의 유리벽 작품인 '몰입 구역' (Zones of Immersion)

2014년 유니언역에 두 번째 승강장이 신설되면서 그와 동시에 추가된 게 공공 예술 작품이다. 지하철 승강장에 반투명 벽화로 설치된 스튜어트 리드의 미술 작품은 《몰입 지역》 (zones of immersion)으로 동판 작업을 거친 은 스테인의 에나멜 접합 유리 패널 작품이다. 이 작품은 이미지와 글귀를 사용하여 이동 중인 도시의 흐릿거리고 두근거리는 리듬을 포착하고자 하였다. 이 디자인은 토론토 유니언역 확장 공사의 일환으로 진행된 국제 공모전에 응모한 작품으로, 출퇴근 시간대 직장인들의 생생한 경험을 불러일으키기 위해 만들어진 작품이다. 토론토 역사상 가장 큰 규모의 공공 예술 작품인 이 작품은 지하철 승강장 전 구간에 걸쳐 설치되었다. 빛나는 색상과 출퇴근 시간대 승객들의 모습을 담은 단색 초상화는 반사되거나 투명하게 표현되어 전체 작품이 리본과 베일을 겸하고 있는 작품이기도 하다.
작가는 이 작품을 대중이 승강장을 걸어다니거나 가만히 열차를 기다리는 동안 이 작품에 몰입할 수 있는 환경 예술로 구상했다. 리드는 "이 작품은 보는 사람의 움직임에 따라 영화처럼 몰입감 있게 반응하며, 관객은 관람하는 순간 자신이 객관적으로 참여하고 있는 바로 그 경험을 주관적으로 표현한 작품에 비유적으로, 그리고 말 그대로 비추어지는 자신의 모습을 보게 된다"며 이 작품이 승강장에서 일종의 거울과 같은 역할을 한다고 설명하였다. 이 작품은 자연광이 투과되지 않는 단층, 천장이 낮은 좁은 공간에 설치된 만큼 '내재된 정신'과 색과 빛, 인간의 제스처와 움직임 사이의 풍부한 상호작용 등 공간의 질적 측면을 제공하는 데 예술 작품이 중요한 역할을 하였다고 평가된다.
리드의 작품이 지하철을 이용할 때 샘솟는 감정을 담으려고 하였으나, 이 작품을 두고 일부 승객들은 "공포 영화에서 나올 법한 어린 아이의 오싹한 그림"과 같다며 내색하였다. 다른 승객은 또한 이 작품이 꿈에 나올까 무섭다며 이런 작품을 왜 설치했는지 이해가 가지 않는다는 반응이었다. 이와 같은 반응에 대해 리드는 이 작품을 만든 건 지하철을 타면서 느끼는 기쁨과 슬픔을 투영하기 위해 만든 것이며, 우리가 지하철을 타면서 느끼는 감정이 항상 기쁜 감정은 아닐 것이라고 해명하였다. 브래드 로스 토론토 교통국 대변인은 리드의 작품이 TTC의 현대화 과정을 제대로 담은 훌륭한 작품이라며 벽화 공사가 끝나는 대로 많은 승객들이 이 작품의 진가를 알았으면 하는 바람이라고 밝혔다.

## 대중교통 연결편
유니언역은 캐나다 최대 규모의 교통시설인 만큼 갈아탈 수 있는 교통편도 다양한 편이다.
우선 유니언역에 정차하는 토론토의 시내버스는 토론토 교통국 (TTC) 이 운행한다. 지하철이 운행하는 오전 6시 (일요일에는 오전 8시)부터 다음 날 오전 2시까지는 일반 버스인 19번 베이 (Bay), 72번 페이프 (Pape), 97번 영 (Yonge), 121번 에스플러네이드 / 리버 (Esplanade-River) 버스가 베이와 프론트 스트리트에 위치한 도로변 버스 정류장에 정차한다. 지하철역 밖으로 나와 버스로 갈아타기 때문에 버스에 승차할 때에는 프레스토 카드를 단말기에 찍거나 출발 지점에서 받은 종이로 된 환승 표를 운전 기사에게 보여줘야 한다.
유니언역에는 또한 트램으로 알려져 있는 노면전차가 정차하고, 이 또한 토론토 교통국이 운행한다. 지하철이 운행하는 시간대에는 노면전차 노선인 509번 하버프론트가 캐나다 내셔널 박람회가 열리는 엑시비션 종점까지 운행하고, 510번 스파다이나가 스파다이나역까지 최대 10분 간격으로 운행한다. 지하철 운행이 종료되었을 때에는 심야 노면전차 노선인 310번 스파다이나가 스파다이나역까지 30분 간격으로 운행한다. 시내버스와는 달리 노면전차는 지하철역 내부에 있는 노면전차 승강장에 정차하기 때문에 환승 태그를 단말기에 찍거나 종이 표를 보여줄 필요는 없다.
지하철역 남쪽에는 유니언 기차역에서 GO 트랜싯의 7개 통근열차 노선이 정차하는데, 레이크쇼어 웨스트선과 이스트선은 매일 최대 30분 간격으로 운행한다. 키치너선은 매일 최대 1시간 간격으로 운행하지만 평시에는 일부 구간이 버스 노선으로 대체 운행되기 때문에 행선지에 따라 통근열차에서 버스로 갈아타야 한다. 밀턴, 리치먼드힐, 스토우빌선은 현재 평일 출퇴근 시간대에만 통근열차로 운행하고 있고, 나머지 시간대에는 버스 터미널에서 버스를 이용하거나 지하철 및 시내버스를 대신 이용해야할 수도 있다. 배리선은 평일 출퇴근 시간대는 물론 주말에도 통근열차를 운행하고 있고, 나머지 시간대에는 버스 터미널에서 버스를 이용할 수 있다. 기차역에는 또한 캐나다의 여객철도를 운영하는 공기업인 VIA 철도의 중장거리 여객철도를 이용할 수 있는데, 행선지는 오타와, 몬트리올, 윈저, 사니아, 뉴욕, 밴쿠버 등이다. 이 중에서 뉴욕으로 향하는 메이플 리프는 캐나다 구간은 VIA 철도가 운행하고 미국 구간은 암트랙이 운행하며, 예매할 때 여권 정보가 필요하다.
기차역에서 남동쪽으로 선상 통로를 따라가면 2020년 12월에 CIBC 스퀘어 건물에 문을 연 유니언역 버스 터미널이 보인다. 기존에 정차하던 GO 트랜싯의 광역버스 뿐만 아니라 토론토의 거의 모든 시외버스가 이곳에 정차한다. GO 트랜싯의 경우 16번 해밀턴 / 토론토 급행 버스가 유니언역에서 해밀턴 GO 센터까지 평일에는 1시간 간격, 주말에는 30분 간격으로 운행한다. 유니언역에서 해밀턴 시내까지 무정차로 운행하는 급행 버스이기 때문에 통근열차보다는 빠른 편이다. 그 외에는 통근열차가 운행하지 않는 시간대에 대신 운행하는 버스인 18번 레이크쇼어 웨스트, 21번 밀턴, 31번 키치너, 61번 리치먼드힐, 63번 킹시티 / 토론토, 65번 뉴마켓 / 토론토, 70번 스토우빌 및 90번 레이크쇼어 이스트 버스가 터미널에 정차한다.
시외버스는 플릭스버스, 그레이하운드, 메가버스, 온타리오 노스랜드, 레드 애로우, 라이더 익스프레스 등의 회사가 이 터미널에 정차한다. 플릭스버스의 경우 오타와, 워털루, 뉴욕 및 디트로이트까지 버스를 운행하고, 그레이하운드는 뉴욕, 메가버스는 나이아가라폴스, 몬트리올, 오타와, 런던, 뉴욕, 워싱턴 D.C. 및 디트로이트 등지를 운행한다. 온타리오 노스랜드는 이름 그대로 온타리오주 북부인 노스베이와 서드베리까지 운행하며, 이후 선더베이, 수세인트마리는 물론 위니펙까지도 버스가 연계되어 계속 운행한다. 앨버타주를 포함한 캐나다 서부에서 주로 운행하는 레드 애로우는 토론토에서 킹스턴을 거쳐 오타와까지 운행한다. 그레이하운드가 미국행 버스를 제외한 캐나다 노선의 운행을 전면 중단했을 때 운행을 시작한 라이더 익스프레스도 토론토에서 오타와까지 운행하고 있다.

## 미래
토론토시는 토론토 교통국과 토론토 호숫가 발전을 위해 설립된 워터프론트 토론토와 같이 유니언역에서 호숫가를 따라 동쪽으로 경전철 또는 노면전차 노선을 연장하는 방안을 추진하였다. 이 계획에 따르면 유니언역에서 퀸스키를 따라 디스틸러리와 포트랜드까지 이어지는 노선으로, 현재 고층 건물이 다수 들어서있지만 그에 걸맞는 대중교통이 부실한 지역이다.
유니언역에서 퀸스키역까지 이어지는 540미터의 노면전차 전용 지하 터널은 1990년에 개통하였다. 하지만 유니언역의 승객이 계속 불어나면서 1990년에 지어졌던 승강장은 현 수요를 감당하기에는 역부족이고 승강장이 곡선이라서 커브 구간의 출입을 안전상 막아야 하는 만큼 승객들이 노면전차에 타고 내릴 수 있는 실질적인 공간은 부족한 편이다. 여기에다가 노면전차가 동부로 연장된다면 승강장이 늘어나고 기존 시설의 보수를 거쳐야 한다.
이에 따라 토론토시는 교통국과 워터프론트 토론토와 같이 타당성 조사에 대한 연구 용역을 발주했는데, 2019년 4월에 경전철로 지을 지, 노면전차를 지을 지에 대해서는 기본 설계 과정에서 노면전차로 짓기로 하고, 유니언역에는 2041년 승객 수 추이를 감안하여 승강장 수를 기존 1개에서 4개로 증설하기로 하고, 예비 설계 과정으로 넘어갔다.
2022년 6월, 토론토시 설계 담당 직원에 따르면 설계 과정이 30% 정도 끝난 상태이고 사업에 들어가는 총 예산을 파악 중이라고 밝혔다.

## 인접한 역
| 1호선 영-유니버시티 | 1호선 영-유니버시티 | 1호선 영-유니버시티                    |
| ------------------- | ------------------- | -------------------------------------- |
| 킹 핀치 방면        | 1호선 영-유니버시티 | 세인트앤드루 본 메트로폴리탄 센터 방면 |